# Austrocerca
Austrocerca is een geslacht van steenvliegen uit de familie Notonemouridae. De wetenschappelijke naam van het geslacht is voor het eerst geldig gepubliceerd in 1975 door Illies.

## Soorten
Austrocerca omvat de volgende soorten:
- Austrocerca rieki Illies, 1975
- Austrocerca tasmanica (Tillyard, 1924)